# Новик, Екатерина Иосифовна
Екатерина Иосифовна Новик (1898—1984) — советский учёный-палеонтолог, геолог и стратиграф, доктор геолого-минералогических наук, профессор, член-корреспондент АН УССР (1951). Почётный член Всесоюзного палеонтологического общества (1979). Заслуженный деятель науки и техники Украинской ССР (1978).

## Биография
Родилась 14 декабря 1898 года в Екатеринославе, Екатеринославской губернии.
В 1916 году окончила 2-ю Екатеринославскую женскую гимназию. С 1918 по 1923 год обучалась на естественном отделении физико-математического факультета Екатеринославского университета.
С 1923 по 1928 год на педагогической работе во 2-й Днепропетровской трудовой школе в качестве преподавателя химии и естествознания. С 1928 по 1930 год на научно-педагогической работе в Днепропетровском горном институте в качестве аспиранта кафедры геологии и научного сотрудника. С 1930 по 1932 год на научно-исследовательской работе в Украинском геологическом тресте Геолого-гидрогеологического управления Народного комиссариата тяжёлой промышленности СССР в качестве научного сотрудника, одновременно с этим с 1930 по 1934 год на научной работе в Геологическом музее АН Украинской ССР и с 1932 по 1934 год в Украинском научно-исследовательском геологоразведочном институте в качестве младшего научного и старшего научного сотрудника.
С 1934 года на научно-исследовательской работе в Институте геологических наук АН Украинской ССР: в 1934, с 1941 по 1944 и с 1971 по 1972 год — старший научный сотрудник, с 1934 по 1938 год — заведующий Кабинетом Донбасса, с 1938 по 1941 год — заместитель заведующего Сектора палеонтологии и стратиграфии, с 1945 по 1950 и с 1965 по 1970 год — заведующий отделом палеозоя и отдела стратиграфии и литологии палеозойских отложений, с 1951 по 1965 год — заведующий Лабораторией палеоботаники, с 1972 по 1984 год — старший научный сотрудник-консультант этого научного института. Одновременно с 1944 по 1946 год являлась директором геологического музея этого института.
С 1956 года до конца жизни жила в Киеве, в доме № 10 по улице Прорезной.
Умерла на 86-м году жизни 1 ноября 1984 года. Похоронена на Байковом кладбище вместе с сестрой (участок № 17).

### Научно-педагогическая деятельность и вклад в науку
Основная научно-педагогическая деятельность Е. И. Новик была связана с вопросами в области палеонтологии, геологии и стратиграфии, занималась исследованиями в области каменноугольной флоры Северного Кавказа, Днепрово-Донецкой впадины, Львовско-Волынского и Донецкого каменноугольных бассейнов, флоры Восточной Европы, стратиграфии каменноугольных залежей Украины, в том числе пород каменноугольной системы Донецкого бассейна. Е. И. Новик была участницей Международного геологического конгресса в Москве и Дании. С 1935 года Е. И. Новик являлась членом, а в 1979 году была избрана — почётным членом Всесоюзного палеонтологического общества.
В 1936 году без защиты диссертации была присуждена учёная степень кандидат геолого-минералогических наук, в 1943 году докторскую диссертацию на соискание учёной степени доктор геолого-минералогических наук по теме: «Флора и стратиграфия каменноугольных отложений в Кальмиус-Торецкой котловины Донецкого бассейна». В 1948 году ВАК СССР ей присвоено учёное звание профессор. В 1951 году избрана член-корреспондентом АН УССР по специальности «палеонтология». Е. И. Новик являлась автором более ста восьмидесяти научных трудов, в том числе таких монографий как: «Каменноугольная флора Европейской части СССР» (1952), «Каменноугольная флора восточной части Донецкого бассейна» (1954), «Фауна и флора каменноугольных отложений Галицко-Волынской впадины» (1956), «История геологических исследований Донецкого каменноугольного бассейна (1700—1917)» (1960), «Раннекаменноугольная флора западной части Донецкого бассейна» (1968), «Закономерности развития каменноугольной флоры Юга европейской части СССР» (1974) и «Флора и фитостратиграфия верхнего карбона Северного Кавказа» (1978).

## Награды, звания
- Орден Ленина (1954)
- два Ордена «Знак Почёта» (1944, 1976)
- Заслуженный деятель науки и техники Украинской ССР (1978)[2][4]